# Naina Ravaoarisoa
Naina Cécilia Ravaoarisoa, née le 29 juillet 1976 à Antananarivo est une judokate malgache qui combat en catégorie mi-léger (-52 kg).

## Carrière sportive
Elle a remporté un total de cinq médailles dans les grandes compétitions internationales au cours de sa carrière, quatre lors des Championnats d'Afrique, deux d'argent en 2000 et 2004, et deux de bronze, et une médaille de bronze aux Jeux africains de 1999. Elle a également représenté Madagascar lors des Jeux olympiques, en 2000 où elle s'incline lors de son premier combat face à Shih Pei-Chun, et en 2004, également battue lors de son premier match, face à la Belge Ilse Heylen, médaillée de bronze lors de cette compétition,.

## Palmarès

### Compétitions internationales
| Année | Compétition            | Lieu           | Résultat | Catégorie      |
| ----- | ---------------------- | -------------- | -------- | -------------- |
| 1996  | Championnats d'Afrique | Afrique du Sud | 3e       | Moins de 52 kg |
| 1997  | Championnats d'Afrique | Casablanca     | 3e       | Moins de 52 kg |
| 1999  | Jeux africains         | Johannesbourg  | 3e       | Moins de 52 kg |
| 2000  | Championnats d'Afrique | Alger          | 2e       | Moins de 52 kg |
| 2004  | Championnats d'Afrique | Tunis          | 2e       | Moins de 52 kg |

### Autres médailles
Elle remporte  deux médailles, une médaille d'argent en 1999 au tournoi de Nabeul en Tunisie et une médaille de bronze aux qualifications du tournoi de Casablanca en 2004.